# クリコフスキー (小惑星)
クリコフスキー (2497 Kulikovskij) は、小惑星帯の小惑星である。ニコライ・チェルヌイフがクリミア天体物理天文台で発見した。
ロシア人の天文学者、ピョートル・グリゴーリエヴィチ・クリコフスキー（Пётр ГригорьевичКуликовски、Petr Grigor'evich Kulikovskij 、1910年 - 2003年）に因んで名付けられた。